# Anemonopsis macrophylla
Anemonopsis es un género de plantas de la familia Ranunculaceae. Su especie tipo es Anemonopsis macrophylla, se distribuye por Japón.

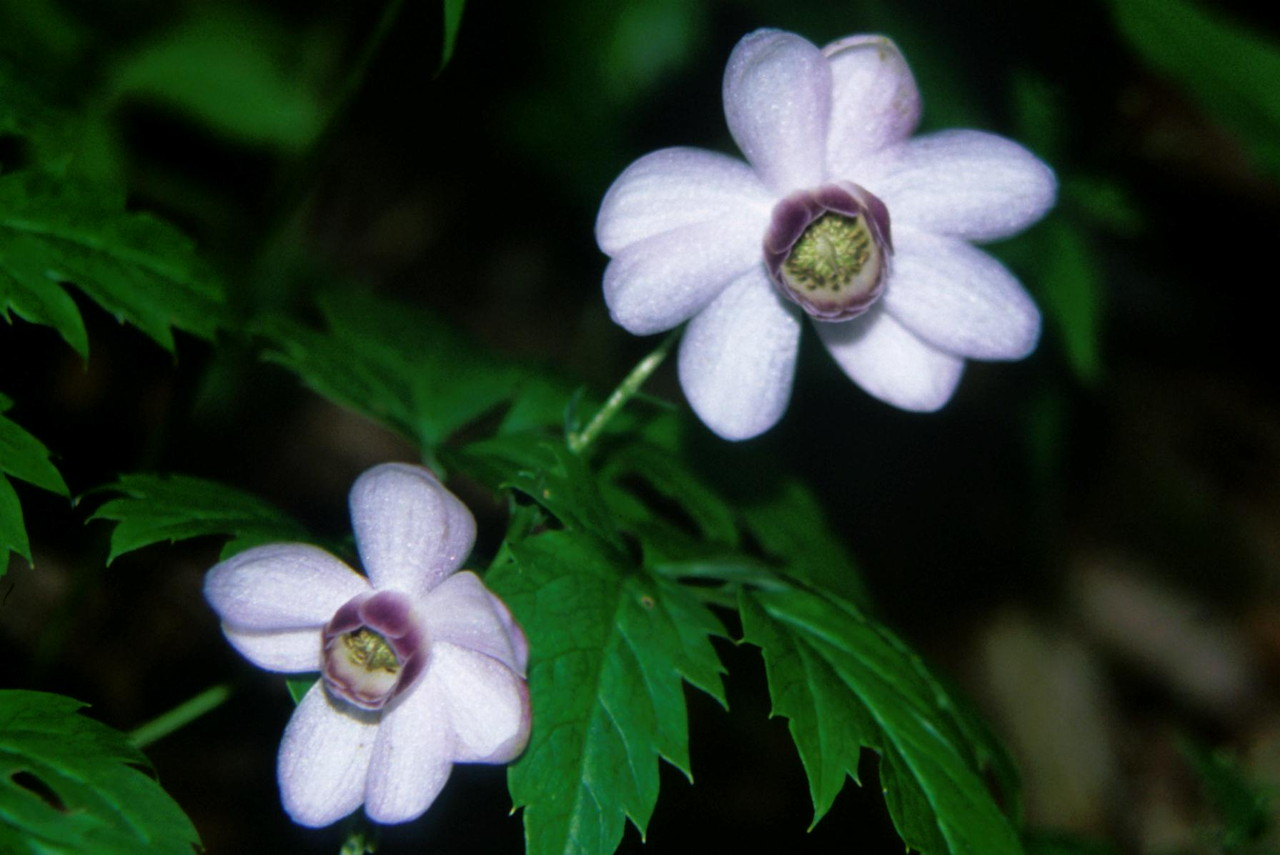
Flores.

## Descripción
Es una planta herbácea perenne con rizoma que alcanza los 40-100 cm de altura. Las hojas son pecioladas de color verde, compuestas y dentadas. Las flores son de color rosa, actinomorfas de 3-3.5 cm de diámetro.

## Taxonomía
Anemonopsis macrophylla fue descrita por Siebold & Zucc. y publicado en Abhandlungen der Mathematisch-Physikalischen Classe der Königlich Bayerischen Akademie der Wissenschaften 4(2): 181t. 1A. 1845.
Sinonimia
- Actaea macrophylla (Siebold & Zucc.) Baill.[2]